# Zo'n mooie dag als deze
Zo’n mooie dag als deze is een hoorspel van Mikhaïl Velitchkov. Het werd vertaald door Josephine Soer en de TROS zond het uit op woensdag 11 december 1974, van 23:00 uur tot 23:55 uur (met een herhaling op woensdag 28 september 1977). Muziek van Chopin werd op de piano gespeeld door Co van der Heide Wijma. De regisseur was Harry Bronk.

## Rolbezetting
- Kees Brusse (hij)
- Marlies van Alcmaer (zij)

## Inhoud
In dit verhaal staat de verhouding man-vrouw centraal. De man is bioloog, zijn vrouw pianiste. Hun huwelijksleven is er in de loop der jaren niet beter op geworden, waardoor hij vlucht in zijn wetenschappelijk werk en zij haar troost zoekt in de muziek, waarbij komt dat zij juist daarin met een aantal teleurstellingen wordt geconfronteerd. Dit leidt telkens weer tot conflicten, vooral omdat zij merkt dat haar man een verhouding heeft met een van zijn leerlingen, een verhouding die evenwel veel minder diep gaat dan zij vermoedt. Zelf heeft hij problemen genoeg aan zijn hoofd. Zijn zuster vraagt hem haar zoon te laten benoemen in een jury, een plaats waar deze echter veel minder geschikt voor is dan de studente met wie hij een afspraakje heeft. Ten slotte besluit de man het afspraakje te laten lopen, misschien uit matheid, misschien ook omdat